# Rhodometra roseofimbriata
Rhodometra roseofimbriata är en fjärilsart som beskrevs av Thierry-mieg 1911. Rhodometra roseofimbriata ingår i släktet Rhodometra och familjen mätare. Inga underarter finns listade.